# سیر هیکمان
سیر هیکمان (نام علمی: Allium hickmanii) نام یک گونه از سرده سیر است.این گیاهبوم‌زاد کالیفرنیا است و در شهرستانهایمونتری،سونوما کرن و سن لوییز اوبیسپو شناخته شده است.